# De Banken
De Banken is een duingebied gelegen aan de Westlandse duinenkust tussen Monster en Hoek van Holland. De Banken kennen een lange geschiedenis. Op de kaart van Nicolaus Cruquius uit 1712 is 'De Banck' al te zien als een ongeveer 500 meter brede polder, gelegen tussen een relatief breed duingebied en de Noordlandse dijk. Door landaanwinning aan de landkant en afslag aan de zeekant is de huidige vorm ontstaan.

## Natuur
Het duingebied bestaat grotendeels uit een dubbele duinregel. Het is het smalste deel van de duinen van het Hoogheemraadschap van Delfland. Twee laaggelegen natte duinvalleien bij 's-Gravenzande geven dit duingebied zijn naam: De Banken. Het waterschap heeft in 2019 beheer van het ca. 90 ha grote natuurgebied overgedragen aan het Zuid-Hollands Landschap dat ook de omringende gebieden beheert.
De Banken maken deel uit van het Natura 2000-gebied Solleveld & Kapittelduinen. Het is het noordelijkste deel van de Kapittelduinen. Vooral de natte laagten van duinvalleien zijn van grote betekenis voor planten en vogels. Het Hoogheemraadschap van Delfland heeft De Banken daarom benoemd tot 'waterparel': wateren met een bijzondere actuele of potentiële natuurwaarde. Ook de duinen zijn echter van grote waarde, zowel voor flora en fauna als landschappelijk. De Banken kennen een rijk broedvogelbestand, maar zijn ook belangrijk voor planten, paddenstoelen (waaronder wasplaten), insecten en amfibieën. Zo kent De Banken een grote populatie rugstreeppadden en zandhagedissen. In de winter zijn De Banken van belang voor overwinterende en langstrekkende vogels.

## Waterkering
Een monument bij Slag Beukel herinnert aan de Watersnood van 1953, toen ongeveer honderd vrijwilligers de duinen ter plekke met zandzakken versterkten om het Westland voor overstroming te behoeden.
Het duingebied was nog steeds een zwakke schakel in de zeewering, daarom is de duinenrij ter plaatse tussen 2008 en 2011 aan de zeezijde verbreed door middel van zandopspuiting uit zee.

## Strand en recreatie
In De Banken zijn twee strandslagen: Beukel en Arendsduin. Bij Slag Beukel bevindt zich sinds 2017 op het strand een permanente strandtent waar in de zomermaanden kan worden gestrandzeild en die ook in de wintermaanden in de weekends geopend is voor recreanten. Aan de landzijde is bij Slag Beukel een grote parkeerplaats en een open fietsenstalling voor strandbezoekers. Slag Arendsduin bevindt zich op wandelafstand van themapark De Westlandse druif.